# Mola-zwangerschap
Mola-zwangerschap (ook wel druiventroszwangerschap of mola hydatidosa) is een vrij zeldzame aandoening die ontstaat door een fout tijdens de bevruchting.

## Ontstaan
Er zijn twee soorten mola-zwangerschappen:
Complete mola-zwangerschap.
Hierbij wordt een eicel zonder erfelijk materiaal bevrucht door een spermacel. Hieruit groeit geen embryo, enkel een placenta, die zich heel snel kan gaan delen.
Incomplete mola-zwangerschap
Hierbij wordt één eicel bevrucht door twee spermacellen, dit embryo is triploid en daardoor niet levensvatbaar.
De moederkoek groeit in beide gevallen echter wel gewoon door en blijft zwangerschapshormoon (HCG) produceren. De vrouw voelt zich dan ook gewoon zwanger. Ook de buik kan gewoon groeien doordat de placenta blijft groeien. Het belangrijkste gezondheidsrisico voor de vrouw bestaat uit het verspreiden van de cellen uit de moederkoek naar andere organen alwaar zij verder kunnen groeien.
Hoewel de aard van de genetische vergissing bekend is, is de oorzaak waardoor die vergissing optreedt niet duidelijk. Er lijkt een verband te bestaan met de leeftijd (vrouwen jonger dan 20 of ouder dan 35 lopen een hoger risico), en vrouwen uit Azië hebben een groter risico. Daarnaast wordt mola-zwangerschap geassocieerd met een lage caroteenconsumptie en vitamine A-deficiëntie.
Een mola-zwangerschap komt weinig voor. Een complete mola-zwangerschap komt slechts in een op de 2000 zwangerschappen voor en een incomplete mola-zwangerschap slechts een op de 20.000 keer. In het Verre Oosten komt het echter ongeveer tien keer zo vaak voor.

## Symptomen
Aangezien er gewoon zwangerschapshormoon geproduceerd wordt voelt de vrouw zich gewoon zwanger. Ook kan de buik gewoon groeien. Er treedt wel vaak vaginaal bloedverlies op of het zogenaamde "spotting". Hyperemesis gravidarum (veel braken tijdens zwangerschap) kan een symptoom zijn van een mola-zwangerschap.

## Behandeling
In eerste instantie volstaat meestal een zuigcurettage. Verder wordt de hoeveelheid zwangerschapshormoon bepaald. Na behandeling wordt lange tijd het zwangerschapshormoon gevolgd totdat het geheel verdwenen is uit het bloed. Indien het gedurende enkele maanden geheel uit het bloed verdwenen is wordt ervan uitgegaan dat de mola-zwangerschap verdwenen is en mag een vrouw weer zwanger worden. In sommige gevallen kan het nodig zijn een jaar te wachten.
Indien een mola-zwangerschap ondanks de behandeling blijft bestaan, wat het geval is in ca. 15% van de gevallen, wordt deze behandeld met een chemotherapiekuur tot het zwangerschapshormoon geheel uit het bloed verdwenen is.